# Калама

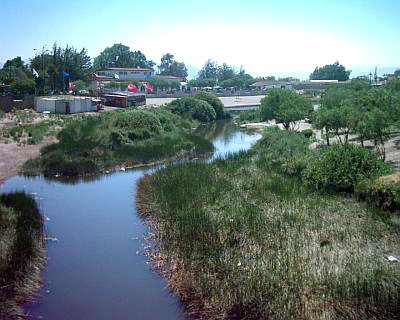
Річка Лоа в Калама

Калама (ісп. Calama) — місто в Чилі. Адміністративний центр однойменної комуни і провінції Ель-Лоа. Населення міста — 126 135 осіб (2002). Місто і муніципалітет входить до складу провінції Ель-Лоа і області Антофагаста.
Територія комуни — 15 597 км². Чисельність населення комуни — 143 000 жителів (2006). Щільність населення — 9,16 осіб/км².

## Розташування
Місто розташоване за 200 км на північний схід від адміністративного центру області, міста Антофагаста. Знаходиться на висоті 2200 м над рівнем моря і має холодний сухий клімат. Місто розташоване на річці Лоа, у пустелі Атакама. Примітно, що останній дощ з грозою в Каламу пройшов у квітні 1972 року, до цього останній раз дощ відвідував ці місця 400 років тому..
Муніципалітет межує:
- на півночі — комуни Посо-Альмонте, Піка
- на північному сході — комуна Ольягуе
- на сході — Оруро (Болівія)
- на південному сході — муніципалітет Сан-Педро-де-Атакама
- на південному заході — комуна Сьєрра-Горда
- на заході — комуна Марія-Єлена

## Пам'ятки

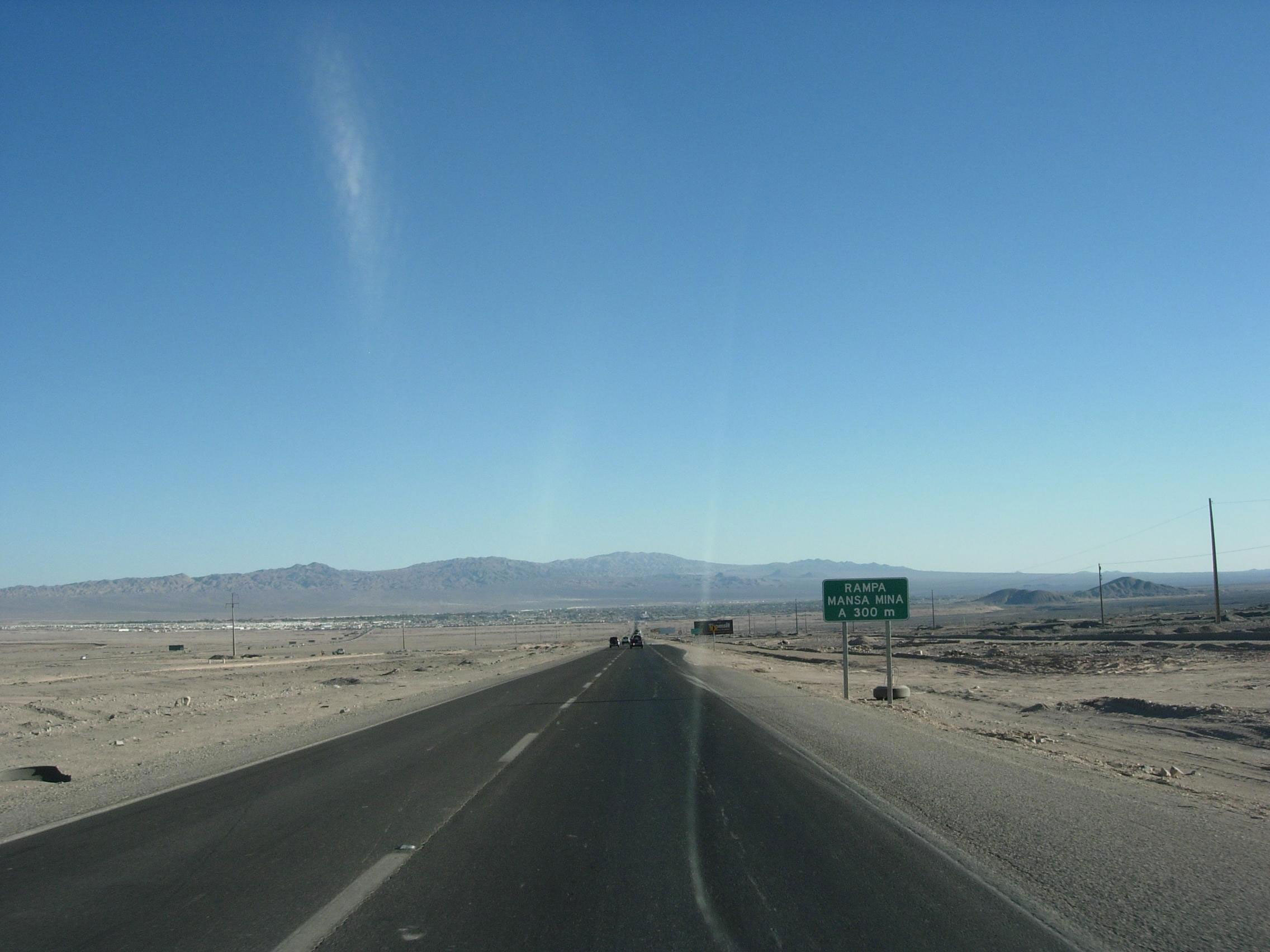
Шосе поблизу Калама

## Демографія
Згідно з відомостями, зібраними в ході перепису 2002 р. Національним інститутом статистики (INE), населення комуни становить:
| Повне населення                           | Повне населення                           | Повне населення                           | Повне населення                           | Повне населення                           | 138402 |
| ----------------------------------------- | ----------------------------------------- | ----------------------------------------- | ----------------------------------------- | ----------------------------------------- | ------ |
| у тому числі:                             | Міське населення                          | 136600                                    | Відсоток міського населення, %            | 98,7                                      |        |
|                                           | Сільське населення                        | 1802                                      | Відсоток сільського населення, %          | 1,3                                       |        |
|                                           | Чоловіче населення                        | 70832                                     | Відсоток чоловічого населення, %          | 51,18                                     |        |
|                                           | Жіноче населення                          | 67570                                     | Відсоток жіночого населення, %            | 48,82                                     |        |
| Щільність населення, чол/км²              | Щільність населення, чол/км²              | Щільність населення, чол/км²              | Щільність населення, чол/км²              | Щільність населення, чол/км²              | 8,87   |
| Населення комуни у % до населення області | Населення комуни у % до населення області | Населення комуни у % до населення області | Населення комуни у % до населення області | Населення комуни у % до населення області | 57,92  |

## Найбільші населені пункти
| № | Населений пункт | Категорія | Населення чол.(2002) | Чоловіче населення чол. | Жіноче населення чол. | Територія км² |
| - | --------------- | --------- | -------------------- | ----------------------- | --------------------- | ------------- |
| 1 | Калама          | місто     | 126135               | 64592                   | 61543                 | 18,21         |
| 2 | Чукікамата      | місто     | 10465                | 5262                    | 5203                  | 4,7           |

## Історія
Засноване на початку XX століття як центр видобутку міді. Місто розвивалося паралельно з містом Чукікамата, розташованим північніше.

## Економіка
Через місто проходить вузькоколійна «Залізниця з Антофагасти до Болівії». Вона з'єднує Каламу на південному заході із Антофагастою, а на північному сході перетинає Анди, плато Альтіплано і доходить до болівійського Оруро, де розташований пересадочний термінал на лінію нормальної колії, що веде до столиці Болівії — Ла-Пас. Від головної лінії за містом є відгалуження, що веде в Чукікамату. Рух на дорозі в основному вантажний, але раз на тиждень до товарного поїзда причеплюють пасажирський вагон.

## Спорт
Місцевий футбольний клуб «Кобрелоа» — один з найсильніших у Чилі, доходив до фіналу Кубка Лібертадорес.